# Detenzione abusiva di armi
La detenzione abusiva di armi è un reato previsto dal codice penale italiano.

## Storia
Il codice Zanardelli al libro III, titolo II, capo I regolava dagli artt. 460 al 470 la materia delle contravvenzioni concernenti le armi. L'art. 468 puniva la detenzione di un ammasso di armi in numero non minore di venti con l'arresto non inferiore a tre mesi, mentre non regolava la semplice detenzione di singole armi.
 Nel codice penale italiano del 1930 la detenzione abusiva di armi è punita dall'art 697.

## Disciplina normativa
L?art. 697 del codice penale italiano vigente stabilisce:
Chiunque, avendo notizia che in un luogo da lui abitato si trovano armi o munizioni, omette di farne denuncia alle autorità, è punito con l'arresto fino a due mesi o con l'ammenda fino a euro 258.»

## La giurisiprudenza in merito
Il concetto di detenzione illegale è così stato indicato nella sentenza della Suprema Corte di Cassazione penale, sez. I, del 15/03/2012 n. 10287

## Altre disposizioni legislative
Nell'ambito della legislazione italiana sulle armi, oltre il codice penale italiano vi sono altre disposizioni in tema, come ad esempio il Testo unico delle leggi di pubblica sicurezza. Inoltre la legge 2 ottobre 1967, n. 895 ha previsto un inasprimento della norma, triplicando le pene stabilite nel codice penale, per le contravvenzioni alle norme concernenti le armi, è stato anche stabilito che l'arresto non può essere inferiore a tre mesi.
La detenzione di armi automatiche (con capacità di sparare a raffica) è inoltre illegale, come la manomissione o la modifica di armi per aggiungere caricatori con capacità maggiori, o, nel caso delle armi lunghe, l'accorciamento della canna o delle canne di un fucile per rendere l'arma più maneggevole e di conseguenza anche più facile da nascondere è illegale. Non sussiste invece alcun limite circa le armi da caccia che possono essere detenute. Le relative munizioni, invece, se trattasi di cartucce a pallini possono essere detenute fino ad un massimo di 1500 pezzi.